# Phoma libertiana
Phoma libertiana är en lavart som beskrevs av Speg. & Roum. 1881. Phoma libertiana ingår i släktet Phoma, ordningen Pleosporales, klassen Dothideomycetes, divisionen sporsäcksvampar och riket svampar.   Inga underarter finns listade i Catalogue of Life.